# U-95号潜艇 (1917年)
陛下之95号潜艇是德意志帝国海军建造的一艘中型潜艇或称U艇。它由基尔的日耳曼尼亚船厂承建，于1917年1月20日下水，至同年4月29日交付使用。U-95号是在第一次世界大战期间服役的329艘德国潜艇之一，曾参加过大西洋潜艇战。在其六次巡逻中，共击沉协约国或中立国的13艘商船（37717总吨）和1艘辅助军舰（297总吨）。1917年12月30日，U-95号在英吉利海峡完成最后一次通话后失踪，残骸直至2003年才在法国阿尔德洛附近被寻获。

## 设计
第一次世界大战爆发后，为了满足潜艇破交战的作战需求，德意志帝国海军潜艇局（U-Boot-Inspektion）在U-43号（战时动员型）的基础上，研发出了一种技术上更为成熟的中型双壳体远洋潜艇。其排水量适中、性能均衡，非常适合北海和英国周边海域的作战环境。海军为此共计批出34艘订单，战术编号使用U-81至U-114号。实战证明，这一系列的潜艇具有出色的航海能力和稳定的耐用性，它们的许多布置也对后世IX級潛艇和国外一些潜艇的设计产生了影响。
U-95号是由基尔日耳曼尼亚船厂承建的第二批次（U-93至U-98号）的二号艇。从这一批次开始，设计部门对艇体线形进行了优化，步行甲板扶手被取消，侧面舷墙降低高度后与艇体外壳融为一体，有效改善了潜艇的机动性能。同时，其排水量、长度、航速和船员编制等方面相较于该厂的前一批次产品（U-81至U-86号）均有所提高，惟续航里程略为缩短。该艇的水上和水下排水量分别为838吨和1000吨。其全长71.55米；舷宽6.30米，当中的耐压壳体宽为4.15米；有3.94米的吃水深度。艇只搭载有可在水上使用的两台猛狮六缸四冲程柴油发动机，总功率为2,400匹公制馬力（1,765千瓦特）；以及可在水下使用的西门子-舒克特双电动发电机，总功率为1,200匹公制馬力（883千瓦特）。这些发动机用以驱动双轴、每根轴各一个的直径1.66米长螺旋桨。它的潜航深度为50米。
U-95号在水上的最高速度达16.8節（31.1每小時），在水下的最高航速则为8.6節（15.9每小時）。它可以8節（15每小時）的速度在水上巡航9,020海里（16,710），或以5節（9.3每小時）的速度在水下巡航52海里（96）。该艇装备了六具直径为500毫米的鱼雷发射管，其中艇艏四具、艉部两具，并可合共携带至多16枚鱼雷；作为辅助武器的甲板炮则是一门88毫米30倍径速射炮。其标准船员编制为4名军官及32名水兵。

## 历史
U-95号是由德意志帝国海军作为F项战时订单（Kriegsauftrag F）的一部分，于1915年9月15日向基尔的日耳曼尼亚船厂订购，建造编号为259。艇体自1916年3月29日开建，1917年1月20日下水，至同年4月29日在首任暨唯一一任艇长、海军上尉阿塔尔温·普林茨的指挥下正式交付使用。完成海试后，U-95号自1917年5月下旬起被编入分驻埃姆登和博尔库姆的第四潜艇区舰队服役，并一直隶属于该部队直至失踪。
第一次世界大战期间，U-95号在北大西洋东部执行过六次巡逻；共计击沉容积总吨为37717吨的13艘协约国或中立国商船，以及1艘容积总吨为297吨的英国海军拖网船。其中，被U-95号击沉的最大型船舶是英国货轮波吕克塞娜号（Polyxena），当这艘从澳大利亚满载着5737吨小麦前往皇后镇途中，于1917年6月12日在法斯耐特岩以西约57海里（106）处中鱼雷沉没，共造成7人罹难。此外，U-95号曾于1917年11月11日在爱尔兰岛的雅各哈对开海面用鱼雷击沉了英国海军拖网船图林根号，导致对方14名船员阵亡。这也是U-95号对军用船舶取得的唯一战功。
1917年12月27日，U-95号离开埃姆斯河口，前往英吉利海峡展开第六次巡逻。抵达英吉利海峡后，该艇于1917年12月30日进行了最后一次无线电联络，从此便失去踪迹。随后的击沉记录表明，U-95号应至少服役到了1918年1月2日。2003年8月，沉船考古学家英尼斯·麦卡特尼在法国阿尔德洛附近的加来海峡中发现了一艘潜艇的残骸。根据艇体螺旋桨上的刻字，潜水员得以将这艘潜艇识别为U-95号，其失事的情况则仍然不明。在确认这艘残骸之前，人们一直认为U-95号是在利泽德角附近遭到英国货轮布雷尼尔号（Braeneil）的撞击而沉没。然而，这片水域位于英吉利海峡的另一端，与发现残骸的地点相去甚远。

## 袭击历史摘要
| 日期           | 船名                  | 船籍         | 吨位 （容积总吨） | 结局 |
| -------------- | --------------------- | ------------ | ----------------- | ---- |
| 1917年6月3日   | 霍林顿号              | 英国         | 4221              | 击沉 |
| 1917年6月12日  | 波吕克塞娜号          | 英国         | 5737              | 击沉 |
| 1917年7月24日  | 贝尔维尔号            | 瑞典         | 992               | 击伤 |
| 1917年7月27日  | 英格兰淑女号          | 英国         | 3877              | 击沉 |
| 1917年7月29日  | 白厅号                | 英国         | 3158              | 击沉 |
| 1917年7月30日  | 艾奥罗号              | 意大利       | 1679              | 击沉 |
| 1917年7月31日  | 灯塔田庄号            | 英国         | 4237              | 击伤 |
| 1917年9月3日   | 马约伦号              | 挪威         | 2747              | 击沉 |
| 1917年11月2日  | 罗契斯特号            | 美国         | 2551              | 击沉 |
| 1917年11月10日 | 凤头麦鸡号            | 英国         | 110               | 击沉 |
| 1917年11月11日 | 图林根号              | 英國皇家海軍 | 297               | 击沉 |
| 1917年11月13日 | 阿德莫尔号            | 英国         | 1304              | 击沉 |
| 1917年11月13日 | 卡洛号                | 英国         | 3040              | 击沉 |
| 1917年12月31日 | 维格利德号            | 挪威         | 1617              | 击沉 |
| 1918年1月2日   | 金斯利号              | 英国         | 633               | 击伤 |
| 1918年1月2日   | 克里斯托斯·马凯托斯号 | 意大利       | 3084              | 击沉 |
| 1918年1月2日   | 加利耶号              | 英国         | 4592              | 击沉 |

## 脚注
1. 1 2  Helgason, Guðmundur. . German and Austrian U-boats of World War I - Kaiserliche Marine - Uboat.net.   [2021-12-01].
2. 1 2  Helgason, Guðmundur. . German and Austrian U-boats of World War I - Kaiserliche Marine - Uboat.net.   [2015-01-21].
3. 1 2  陈进，第71頁.
4. ↑  Herzog，第50頁.
5. ↑  Helgason, Guðmundur. . German and Austrian U-boats of World War I - Kaiserliche Marine - Uboat.net.   [2021-11-29].
6. ↑  Herzog，第48頁.
7. 1 2  Gröner 1991，第12–14頁.
8. ↑  Herzog，第139頁.
9. ↑  Herzog，第123頁.
10. ↑  Helgason, Guðmundur. . German and Austrian U-boats of World War I - Kaiserliche Marine - Uboat.net.   [2021-11-30].
11. ↑  Helgason, Guðmundur. . German and Austrian U-boats of World War I - Kaiserliche Marine - Uboat.net.   [2021-11-30].
12. 1 2  Helgason, Guðmundur. . German and Austrian U-boats of World War I - Kaiserliche Marine - Uboat.net.   [2015-01-21].
13. ↑  McCartney，第107–111頁.
14. 1 2  Messimer，第111頁.
15. ↑  Herzog，第91頁.
16. ↑  Kemp，第42頁.